# Panjakus
Panjakus is een geslacht van eenoogkreeftjes uit de familie van de Anchimolgidae. De wetenschappelijke naam van het geslacht is voor het eerst geldig gepubliceerd in 1972 door Humes & Stock.

## Soorten
- Panjakus auriculatus Humes & Dojiri, 1979
- Panjakus bidentis Kim I.H., 2004
- Panjakus directus Humes, 1995
- Panjakus eumeces Humes, 1991
- Panjakus fastigatus Kim I.H., 2005
- Panjakus hydnophorae Humes & Stock, 1973
- Panjakus iratus Kim I.H., 2005
- Panjakus necopinus Humes, 1995
- Panjakus parvipes Kim I.H., 2005
- Panjakus platygyrae Humes & Stock, 1973
- Panjakus saccipes Kim I.H., 2005